# Spiking
Spiking là nền tảng giao dịch mạng xã hội cho di động, cung cấp thông tin tài chính của 10 thị trường sàn giao dịch chứng khoán tại châu Á và Australia. Bằng cách xử lý các công bố mới nhất trên thị trường, ứng dụng di động cho phép các nhà đầu tư theo dõi cổ phiếu để nắm được những động thái của các giám đốc công ty và các cổ đông lớn. Nó còn cung cấp các thông tin liên quan khác, như các cổ đông chính của các công ty, hay danh mục đầu tư của các nhà đầu tư trình độ cao.

## Các tính năng
Spiking theo dõi các nhà đầu tư trình độ cao từ 10 thị trường chứng khoán tại 8 nước (ASX, HKEx, BSE, NSE, MYX, PSE, SGX, SET, HNX, HOSE), và gửi những thông báo tức thời tới người dùng mỗi khi các nhà đầu tư này giao dịch và công bố hồ sơ của họ. Nền tảng sẽ hợp nhất các công bố mới nhất trên các thị trường này và gửi tới thiết bị di động gần như ngay lập tức. Tất cả thông tin từ các công ty đại chúng và các nhà đầu tư xác thực sẽ được xác nhận bằng thuật toán đọc máy để quét các hồ sơ giao dịch chứng khoán. Việc quét hồ sơ sẽ thực hiện theo từng phút, và thông tin gần như được đăng tải lên ứng dụng ngay lập tức.
Người dùng Spiking có thể biết ai trong top 20 cổ đông của một công ty, giá và số lượng giao dịch mới nhất của họ, và các cổ phiếu khác mà nhà đầu tư này đang có trong danh mục đầu tư của họ. Ứng dụng di động cho phép người dùng “đi theo” những nhà đầu tư danh tiếng, và theo dõi hoạt động của họ. Người dùng có thể tạo các nhóm trò chuyện cá nhân.
Ứng dụng cung cấp cho những nhà đầu tư trình độ cao, (những người đầu tư trên 5% vào các công ty đại chúng) những nguồn lực để tiến hành thẩm định đầu tư, ảnh hưởng tới quyết định của hội đồng quản trị và tiếp cận với các thông tin cụ thể hơn hầu hết các nhà đầu tư khác.
Spiking Tài chính tập hợp các tiêu đề tin tức, thông báo, tweet và các hoạt động mua bán của các công ty và nhà đầu tư, do người dùng lựa chọn. Diễn đàn Spiking tổ chức các chủ đề thảo luận của công ty cho các thành viên.
Spiking hiện có trên hệ điều hành iOS và Android cho di động.

## Lịch sử
Tiến sĩ Clemen Chiang (CEO và Nhà sáng lập Aly Pte. Ldt.) nói rằng ông đã phát triển ý tưởng về ứng dụng di động này từ quan sát cá nhân, với vai trò là một nhà đầu tư tư nhân trong 15 năm. Rất nhiều lần, việc ra quyết định phải dựa quá nhiều vào đầu cơ và tin đồn. Để hiểu rõ hơn về những biến động mạnh, không thể giải thích của hoạt động thị trường, ông đã nghĩ tới một nền tảng hợp nhất các dữ liệu lớn và các thông tin liên quan; và ông đã dành ra 20 tháng và 250.000 USD để phát triển phần mềm.
Một nhà đầu tư sớm là Quest Ventures, quỹ đầu tư mạo hiểm dẫn đầu ở Trung Quốc cho các công ty công nghệ có khả năng mở rộng và nhân rộng trong cộng đồng Internet. Spiking cũng được hỗ trợ một khoản trợ cấp từ Quỹ Nghiên cứu Quốc gia, Văn phòng Thủ tướng Chính phủ (Singapore), qua Chương trình Tái nạp i.JAM (i.JAM Reload Programme). Nó được bầu tham dự vào Trại Huấn luyện Khởi nghiệp (Startupbootcamp) “Ngày Thuyết trình Bán hàng Công nghệ Tài chính” (FinTech Pitch Day), 2015 tại Hong Kong, và Trại Huấn luyện Khởi nghiệp “Những ngày Lựa chọn”, 2015 tại New York. Nó cũng là một sản phẩm lọt vào vòng chung kếtGiải Công nghệ Tài chính Benzinga, 2015, cho giải Công cụ và Nền tảng Điều tra - Hạng Tốt nhất.
Ngày 1/4/2016, Spiking được phát hành để tải về miễn phí trên Gian hàng Ứng dụng iOS (iOS App Store), cung cấp thông tin về khoảng 8.000 nhà đầu tư trình độ cao đang hoạt động tại Sở giao dịch chứng khoán Singapore (SGX). Sau đó, một phiên bản Android cũng được khai trương trên Google Play, và nền tảng có thêm các sàn giao dịch chứng khoán từ châu Á và Australia. Tại thời điểm bắt đầu vào tháng 4 năm 2016, công ty bày tỏ mối quan tâm trong việc mở rộng từ giai đoạn đầu tư hạt giống sang các thị trường khu vực, với sự xâm nhập mạnh vào lĩnh vực điện thoại thông minh. Tháng 9/2016, công ty đã vượt qua mục tiêu đầu tư hạt giống 1 triệu USD (thực ra là 732.828 USD). Các nhà đầu tư chính bao gồm:
- Andrew Chen, Giám đốc Điều hành Raffles Asia Capital Pte. Ltd.
- Douglas Foo, Chủ tịch Công ty Cổ phần mẹ Sakae Ldt.(SGX:5DO) và Tổng giám đốc Liên đoàn Sản xuất Singapore
- Koh Boon Hwee, nhà đầu tư cho các doanh nghiệp startup
- Lim Ah Hock, Chủ tịch Điều hành Pestech International Bhd. (KLSE:PESTECH)
- Loo Cheng Guan, Giám đốc không điều hành của Công ty Cổ phần mẹ Valuetronics Ldt.
- Ong Chu Poh, Chủ tịch Điều hành Tập đoàn& CEOTập đoàn của Econ Healthcare Group
- James Tan, Hội viên Quản lý của Quest Ventures và Đồng Sáng lập WOWO (NASDAQ:WOWO)
- Toh Soon Huat, Chủ tịch Novena Foundation Pte Ltd.
- Kazumasa Tomita, CEO &Nhà Sáng lập ZUU Co Ltd.

Vào tháng 10/2016, Spiking đoạt giải Vàng (Gold Winner) trong Lễ trao giải Liên đoàn Công nghệ về công nghệ thông tin của Singapore năm 2016 ở hạng mục Doanh nghiệp Khởi nghiệp Sáng tạo nhất (Giai đoạn Đầu). Lý do đạt giải là cách tiếp cận sáng tạo khi giải quyết các vấn đề bất cân xứng thông tin của các nhà đầu tư lẻ của thị trường chứng khoán và cách thể hiện tầm nhìn rất mang tính toàn cầu, có tiềm năng phát triển lớn trên trường quốc tế.

## Các sàn giao dịch đã được theo dõi
- Sở giao dịch chứng khoán Úc (ASX)
- Sở giao dịch Hồng Kông (Hong Kong Exchanges and Clearing) (HKEx)
- Ấn Độ - Sở giao dịch chứng khoán Bombay (BSE) và Sở giao dịch chứng khoán quốc gia của Ấn Độ (NSE)
- Bursa Malaysia (MYX)
- Sở giao dịch chứng khoán Philippines (PSE)
- Sở giao dịch chứng khoán Singapore (SGX)
- Sở giao dịch chứng khoán Thái Lan (SET)
- Việt Nam - Sở Giao dịch Chứng khoán Hà Nội (HNX) và Sở Giao dịch Chứng khoán Thành phố Hồ Chí Minh (HOSE)